# František Jagoš
František Jagoš (25. března 1932 Jaroměřice nad Rokytnou – 23. ledna 1971 Znojmo) byl český major Československé lidové armády, který spáchal sebevraždu při snaze o překročení státní hranice do Rakouska při útěku z Československa.

## Životopis
Narodil se v roce 1932 do dělnické rodiny, jeho otec byl dělník v mlýně, matka byla v domácnosti. V dětství studoval nejprve obecnou a poté měšťanskou školu. V roce 1948 nastoupil na studia na obchodní škole ve Znojmě, na které studoval do roku 1950. Ve Šlapanově poté pracoval jako brigádník na stavbě. V lednu 1951 začal působit jako úředník v mlékárně v Moravských Budějovicích. V září 1951 nastoupil na studium na Pěchotním učilišti v Lipníku nad Bečvou, které poté dokončil v srpnu 1953. Po studiu se živil jako důstojník v Československé armádě. V hodnosti poručíka byl poté umístěn až do roku 1961 ve Znojmě. Měl dva bratry. V roce 1955 se oženil, se svou ženou měl později dva syny.
V dubnu 1961 způsobil v podnapilém stavu vážnou nehodu poté, co využil vojenský vůz k cestě s vojáky do místního kina. Za porušení několika nařízení byl odsouzen k podmíněnému trestu odnětí svobody. V srpnu 1961 byl přeložen do Čáslavi, kde do roku 1963 pracoval jako finanční náčelník. Od roku 1962 do roku 1963 přitom zároveň dálkově studoval obor finance na Vysoké škole ekonomické, studium nicméně nedokončil. Od roku 1963 byl zároveň opět umístěn ve Znojmě, kde od července 1963 vykonával funkci proviantního náčelníka u různých útvarů. V roce 1968 mu byla udělena Medaile Za službu vlasti.

### Vyšetřování a smrt
V říjnu 1970 ovšem bylo vůči Jagošovi zahájeno vyšetřování kvůli podezření z rozkrádání majetku, v listopadu 1970 byl vyslýchán a v lednu 1971 byl z trestného činu rozkrádání majetku v socialistickém vlastnictví obžalován. K obžalobě uvedl, „že z toho nic neměl, že byl blbec, ať ho zavřou na 15 let, aby měl pokoj.“ Poté dne 21. ledna 1971 odešel z kasáren, vstoupil do hraničního pásma a u obce Hatě se pokusil překročit státní hranici. Byl však zpozorován příslušníky Pohraniční stráže, utekl zpět do lesa a následně spáchal sebevraždu střelou z pistole. Střela jej ovšem neusmrtila ihned a Jagoš byl převezen do nemocnice ve Znojmě, kde svým zraněním o dva dny později podlehl. Ještě o den dříve na něj bylo podáno trestní oznámení. Zpopelněn byl v Brně.
Stal se nejvýše postavenou osobou v armádě, která zemřela při pokusu o útěk na západ přes železnou oponu.